# شهيرات التونسيات
شهيرات التونسيات: كتاب يؤرخ لأشهر النساء التونسيات خلال العهود الإسلامية، وهو من تأليف المؤرخ حسن حسني عبد الوهاب.

صورة غلاف كتاب شهيرات التونسيات لحسن حسني عبد الوهاب

## تاريخه
فكر الكاتب في تأليف هذا الكتاب بعد الاطلاع على الكتاب المسمى «الدر المنثور في طبقات ربات الخدور» للكاتبة المصرية زينب فواز والذي عرفت فيه بالمتقدمات من النساء في كل قطر ومصر. ألف كتابه في جوان 1917م وطبع عام 1353هـ /1938، وتوالت طبعاته بعد الاستقلال في ظرفية يقول عنها المؤلف «وكان من بوادر الاستقلال -لاسيما بعد إعلان الجمهورية- أن وجه الزعيم الجليل عزمه الصارم، تعضده الأمة التونسية قاطبة، للرفع من درجة المرأة إلى مستوى الرجل في كل ميدان، فسن قانونا جديدا يجعلها سواسية في كل الحقوق...» ، في إشارة إلى مجلة الأحوال الشخصية الصادرة عام 1956.

## المحتوى
أعطى المؤلف لكتابه العنوان الفرعي التالي: "بحث تاريخي أدبي في حياة النساء النوابغ بالقطر التونسي من الفتح الإسلامي إلى الزمان الحاضر". وقد أهداه إلى ابنته نائلة عبد الوهاب متوجها إليها بالقول: فطالعي بنيتي إشراق سناها، تجدي سراجا وهاجا يضيء حياتك ويهديك صراطا سويا، فتنالين مرضاة ربك وابتهاج تربك. والبارئ أسأل أن يلهمك اقتفاء أثر الفاضلات من التونسيات فتكوني من الباقيات الصالحات، إنه تعالى مجيب الدعوات". وقد قسم المؤلف كتابه إلى أدوار أو عهود، عرف بالنساء اللاتي برزن خلال كل عهد منها، ومن أهم من عرف بهن:
- خلال الدور العربي: زينب بنت عبد الله بن عمر وخدها عمر بن الخطاب (ص 16 من الطبعة الرابعة)، الكاهنة التي نعتها ب"صنديدة بربرية"" (ص 17-21).
- خلال الدور الأغلبي: أم البنين الفهرية التي أسست جامع القرويين بفاس، والفقيهة أسماء بنت أسد بن الفرات (ص 45-47)، والفقيهة أيضا خديجة بنت الإمام عبد السلام سحنون (ص 47-48)، ومهرية الأغلبية (ص 48-50).
- خلال الدور العبيدي، لم يجد من يعرف بها من النساء.
- خلال الدور الصنهاجي: أم ملال، أم العلو، فاطمة الحاضنة، أم يوسف،  الجازية الهلالية.
- خلال الدور الحفصي: زينب التجانية، أم العلاء العبدرية، السيدة المنوبية.
- خلال الدور التركي: عزيزة عثمانة
- خلال الدور الحسيني: أم الأمراء آمنة، فاطمة عثمانة.

## إشارات مرجعية
1. ↑  حسن حسني عبد الوهاب، شهيرات التونسيات، مكتبة المنار، تونس 1965، ص 3
2. ↑  المصدر نفسه، ص 5